# Zygodon tristis
Zygodon tristis är en bladmossart som beskrevs av Theodor Carl Karl Julius Herzog 1961. Zygodon tristis ingår i släktet ärgmossor, och familjen Orthotrichaceae. Inga underarter finns listade i Catalogue of Life.